# KK Grosuplje
O Košarkarski Klub Grosuplje (em português:  Basquetebol Clube Grosuplje), conhecido também apenas como Grosuplje, é um clube de basquetebol baseado em Grosuplje, Eslovênia que atualmente disputa a 2.SKL. Manda seus jogos no SD Brinje com capacidade para 600 espectadores.

## Histórico de Temporadas
| Temporada | Nível | Liga  | Pos. | J     | PL  | Resultado          | Competições europeias |
| --------- | ----- | ----- | ---- | ----- | --- | ------------------ | --------------------- |
| 2004-05   | 3     | D2    | 3    | 12-6  |     |                    |                       |
| 2005-06   | 3     | D2    | 2    | 15-3  | 4-2 | Promovido campeão  |                       |
| 2006-07   | 2     | 1B    | 13   | 5-21  |     | Rebaixado          |                       |
| 2007-08   | 3     | D2    | 3    | 15-7  |     |                    |                       |
| 2008-09   | 3     | D2    | 2    | 18-4  |     | Promovidofinalista |                       |
| 2009-10   | 2     | 1B    | 6    | 14-12 |     |                    |                       |
| 2010-11   | 2     | 1B    | 5    | 15-11 |     |                    |                       |
| 2011-12   | 2     | D2    | 1    | 21-5  |     | Promovidocampeão   |                       |
| 2012-13   | 1     | 1.SKL | 11   | 10-18 |     |                    |                       |
| 2013-14   | 1     | 1.SKL | 7    | 16-12 |     |                    |                       |
| 2014-15   | 1     | 1.SKL | 6    | 2-8   |     | desceu divisão     |                       |
| 2015-16   | 2     | 2.SKL | 5    | 13-10 |     |                    |                       |
| 2016-17   | 2     | 2.SKL | 5    | 13-9  |     |                    |                       |
| 2017-18   | 2     | 2.SKL |      |       |     |                    |                       |

fonte:eurobasket.com

## Títulos

### Competições domésticas
- Segunda divisão

Campeões (1): 2011-12
- Terceira divisão

Campeões (1): 2005-06

## Jogadores notáveis
- Matej Krušič (2013–14)
- Ousman Krubally (2013–14)
- Boban Tomić (2014–15)
- Sašo Zagorac (2013–14)
- Željko Zagorac (2014–15)